# Mann (film)
Pour les articles homonymes, voir Mann.
Pour plus de détails, voir Fiche technique et Distribution.
Mann (hindi : मन, ourdou : من, français : moi) est un film indien réalisé par Indra Kumar en 1999 avec Aamir Khan, Manisha Koirala et Sharmila Tagore. On remarque la participation exceptionnelle de Rani Mukherjee dans ce film qui a emprunté des éléments au film hollywoodien Elle et lui. Le rôle de Priya avait d'abord été offert à Aishwarya Rai, mais elle tournait au même moment dans Hum Dil De Chuke Sanam. Le film a été tourné à Singapour et sur un navire de ligne.

## Synopsis
Karan Dev Singh (Aamir Khan) est un jeune Dom Juan qui collectionne les conquêtes. Profondément endetté, il accepte d'épouser Anita Singhania (Deepti Bhatnagar), dont le père (Dalip Tahil) est un riche homme d'affaires. Cependant, Karan embarque sur un bateau pour aller rendre visite à sa grand-mère qui vit sur une île. Il y fait la connaissance de Priya (Manisha Koirala) qui participe à cette croisière après avoir gagné son ticket à un festival de danse. Karan tente de la séduire mais en vain : Priya est fiancée à Raj (Anil Kapoor). Ils deviennent amis mais, lorsque le moment de se séparer est venu, ils prennent conscience que leur sentiment est plus fort que l'amitié... Mais Priya se doit d'épouser Raj car il l'a soutenue à chaque fois qu'elle en avait besoin et Anita est le seul espoir pour Karan de voir ses dettes s'évanouir... Pourtant, Priya et Karan se donnent rendez-vous dans plusieurs mois, le jour de la Saint Valentin car si leurs situations respectives venaient à changer, leurs destins pourraient alors librement suivre la même route. 

## Fiche technique
- Titre : Mann
- Réalisateur : Indra Kumar
- Scénariste : Aatish Kapadia
- Producteurs : Indra Kumar, Ashok Thakeria
- Musique : Sanjeev - Darshan (Sanjeev Rathod & Darshan Rathod) et Naresh Sharma
- Distributeur : Maruti International
- Sortie : 9 juillet 1999
- Durée : 160 min.
- Langue : Hindi

## Distribution
- Aamir Khan ... Karan Dev Singh
- Manisha Koirala ... Priya Verma
- Sharmila Tagore ... Grand-mère de Dev
- Deepti Bhatnagar ... Anita Singhania
- Dalip Tahil ... Pratap Rai Singhania
- Anil Kapoor ... Raj
- Rani Mukherjee ... (Participation exceptionnelle)

## Chansons
La musique est composée par Sanjeev-Darshan et les paroles écrites par Sameer.
| Titre                 | Interprète(s)                     | Remarques |
| --------------------- | --------------------------------- | --- |
| Chaha Hai Tujhko      | Anuradha Paudwal, Udit Narayan    | Inspirée d'un film tamoul intitulé "Unnidathil Ennai Koduthen (Eatho oru pattu)" [réf. nécessaire]                                                                                  |
| Nasha Ye Pyar Ka      | Udit Narayan                      | Adaptée de la chanson italienne "L'Italiano" de Toto Cutugno |
| Kaali Nagin Ke Jaisi  | Kavita Krishnamurti, Udit Narayan | Inspirée de la chanson chaâbi Ya Rahah de Dahmane El Harrachi [réf. nécessaire] |
| Kehna Hai Tumse Kehna | Hema Sardesai, Udit Narayan       | Inspirée de la chanson "Liquid" interprétée par Jars of Clay [réf. nécessaire] |
| Khushiyan Aur Gham    | Alka Yagnik, Udit Narayan         | |
| Mera Mann Kyon        | Alka Yagnik, Udit Narayan         | |
| Tinak Tin Tana        |                                   | Empruntée à la chanson Yang Sedang-Sedang Saja du chanteur malaisien Iwan. Ce dernier a poursuivi en justice Sanjeev - Darshan pour plagiat et a gagné le procès [réf. nécessaire]. |
| Dance Music           |                                   | |
| Kyon Chupate Ho       |                                   | |